# 2003 új világörökségi helyszínei
Az UNESCO Világörökség Bizottsága a 2003. június 29. és július 5. között Párizsban megtartott 27. ülésszakán az alábbi helyszíneket nyilvánította a világörökség részévé:
| | Bámiján-völgy kultúrtáj és régészeti emlékei |
| Afganisztán |                                              |
| Kulturális (I)(II)(III)(IV)(VI) |                                              |
| Veszélyeztetett világörökségi helyszínek listájára került: 2003 |                                              |
| Védett terület: 158,9 ha, puffer zóna: 342 ha, hivatkozás: 208 |                                              |
| A 2500 méteres magasságban fekvő Bámiján-völgy a selyemút egyik ága volt. Kultúrája és régészeti emlékei a Baktriában az 1. századtól a 13. századig végbement művészeti és vallási változásokat tükrözi. A források szerint Bámiján városa egy virágzó buddhista kereskedelmi központ volt. A terület kiemelkedő építészeti emlékei a buddhista kolostorok és szentélyek, valamint az iszlám időszakból származó erődítmények. A kolostorok szerzetesei sziklába vájt barlangokban éltek. Egyes barlangok falát freskókkal borították, vagy domborművekkel díszítették. A műemlékegyüttes legkiemelkedőbb része volt az a két, homokkő sziklába faragott nagyméretű, 55 illetve 37 méter magas Buddha szobor, amelyeket 2000 márciusában a tálibok megsemmisítettek. Az országban uralkodó háborús helyzet miatt a helyszín 2003-ban felkerült a veszélyeztetett világörökségi helyszínek listájára. |                                              |

| | Quebrada de Humahuaca |
| Argentína |                       |
| Kulturális (II)(IV)(V) |                       |
| Védett terület: 172 116 ha, puffer zóna: 369 648 ha, hivatkozás: 1116 |                       |
| Quebrada de Humahuaca, a Rio Grande egyik völgye összeköti az Andok hegyvonulatait az alföldekkel. A nagy kiterjedésű völgy már i. e. 9000 körül lakott volt amikor vadászó-gyűjtögető csoportok népesítették be. Az elmúlt tízezer évben fontos kereskedelmi útvonal volt, az inka úthálózat egyik szakasza is keresztülmegy rajta. A kori földművelő kultúrák közül eddig tizenkettőt azonosítottak, ezek i. e. 1000 és i. sz. 400 közé datálhatók. A völgy jellegzetességei a kőfalakkal megtámasztott termőföldet tartalmazó nagy területeken fennmaradt teraszok, amelyeket jelenleg is használnak. A prekolumbián időkben húsz erődített várost is emeltek a környéken. A 16. századtól a spanyol hódítók saját falvaikat, városaikat és templomaikat építették fel a völgyben. A terület a függetlenségi harcok egyik fontos helyszíne volt, fekvése miatt egyike a legjelentősebb hadi útvonalaknak. A térséget hosszú történelme során sokféle kulturális hatás érte aminek következtében a mai napig ható sajátos kulturális hagyományok alakultak ki. |                       |

| | Purnululu Nemzeti Park |
| Ausztrália |                        |
| Természeti (VII)(VIII) |                        |
| Védett terület: 239 723 ha, puffer zóna: 79 602 ha, hivatkozás: 1094 |                        |
| A Nyugat-Ausztrália északi részén fekvő 2397 négyzetkilométeres nemzeti park szokatlan látképét a környező mezőkből 300 méterre kiemelkedő homokkő kupolák és piramisok alkotják. A látványos dombok körülbelül 370 millió évesek, a ma is látható méhkas alakú formákat az erózió az elmúlt 20 millió évben hozta létre. A kaptár alakú tornyok között 100-200 méteres szakadékok húzódnak, ez az egyik legnagyobb ilyen jellegű formáció a világon. Ezek az egyedülálló képződmények számos geológiai, biológiai és éghajlati jelenség kölcsönhatásának következtében alakultak ki. A vízszintesen csíkozott sziklák színe az évszakokkal együtt változik, főleg eső után. A csíkokat puhább sziklák alkotják bennük cianobaktériumokkal, a többi réteg keményebb kőzet vas- és mangán tartalommal. A parkban négy nagyobb ökoszisztéma különíthető el, a park középső részének tagolt fennsíkja, az ezt övező homokos síkságok, az Ord-folyó völgye és mészköves területek a park északi és nyugati részén. |                        |

| | Valparaíso kikötővárosának történelmi negyede |
| Chile |                                               |
| Kulturális (III) |                                               |
| Védett terület: 23,2 ha, puffer zóna: 44,5 ha, hivatkozás: 959 |                                               |
| Valparaisóban, Chile második legnagyobb városában nyomon követhető Latin-Amerika 19. századi, városi építészetének fejlődése. A 16. században alapított település a 19. században az Európával történő intenzív kereskedelem, főként búza-, réz- és salétromkivitel következtében gazdagodott meg. A történelmi negyed egy öböl menti keskeny parti sávból négy nagy földteraszból és több dombból áll, ebbe az amfiteátrum jellegű környezetbe simul bele a településszerkezet. A domboldalakon való közlekedést felvonókkal és liftekkel segítik, a „Fogantatás” névre keresztelt legkorábbi felvonót 1883-ban avatták fel. Az élénk színűre festett felvonók általában két kocsiból állnak és egyszerre közlekednek mindkét irányba. A dombokon templomokat is emeltek, közülük legfontosabb a La Matriz-templom, a város alapító temploma, amit a földrengések és a kalózok pusztításai miatt eddig négyszer építettek újjá. A 19. században feltűnő színekre festett lakóházak jelentős részébe európai bevándorlók költöztek be. |                                               |

| | Třebíč zsidó negyede és a Szent Procopius-bazilika |
| Csehország |                                                    |
| Kulturális (II)(III) |                                                    |
| Védett terület: 6,55 ha, puffer zóna: 136,89 ha, hivatkozás: 1078 |                                                    |
| Ez a világörökségi helyszín a zsidónegyed épületegyütteséből, a régi zsidó temetőből, és a Szent Procopius-bazilikából áll. A domboldalon épült zsidónegyed a folyótól nyúlik felfelé, két fő utcáját árkádok és sikátorok kötik össze és kapcsolják a folyóhoz. Az épületek nagy része egyszerűbb szerkezetű, de a negyed megőrizte legfontosabb épületeit a zsinagógákat, az iskolákat és egy bőrgyárat. A lakóházak legtöbbször egy földszinti boltozatos szobából és egy vagy két gerendamennyezetes felsőbb szintből állnak. A negyeden kívül található temető Európa egyik legnagyobb zsidó temetője. A Szent Procopius-bazilikát a 13. században kezdték építeni. Korábban egy 12. század eleji alapítású bencés kolostor állt a helyén. A település nem sokkal később vásárjogot kapott, ekkor nőtt meg lakosainak száma zsidó betelepülőkkel is. A bazilikát az évszázadok során többször átalakították és felújították, román és kora gótikus építészeti elemeket ötvöz nyugat-európai hatásra. |                                                    |

| | Mapungubwe kultúrtáj |
| Dél-afrikai Köztársaság |                      |
| Kulturális (II)(III)(IV)(V) |                      |
| Védett terület: 28 168,66 ha, puffer zóna: 104 800 ha, hivatkozás: 1099 |                      |
| Mapungubwe Zimbabwe és Botswana közelében fekszik az ország északi határánál. Egy nyílt, szavannás térség a Limpopo és a Shashe folyó összefolyásánál. Az i. sz. 9. századtól itt alakult ki a kontinens egyik legnagyobb királysága, ami évszázadokon keresztül virágzott, majd egy 14. századi klímaváltozás miatt hanyatlani kezdett. Lakosai egy kifinomult kultúrához tartoztak, gazdag természeti erőforrásaikat Arábiával, Kínával és Indiával folytatott távolsági kereskedelem is hasznosították. Gazdaságuk alapja a földművelés (főleg gyapottermesztés) volt, ezen kívül elefántcsontot és érceket exportáltak, amiért kínai porcelánt, üveggyöngyöket és szőtteseket kaptak cserébe. A királyságot már 10. századi arab források is említik, központjában 5 000 ember élhetett. A területen 1933-ban kezdtek ásatásokat, a legjelentősebb leletek közé tartoznak a királysírok arany ékszerekkel, az egykori palota szinte érintetlen maradványai, a hozzá tartozó település romjai, valamint két korábbi város megmaradt részei. |                      |

| | Királyi Botanikus Kertek, Kew |
| Egyesült Királyság |                               |
| Kulturális (II)(III)(IV) |                               |
| Védett terület: 132 ha, puffer zóna: 350 ha, hivatkozás: 1084 |                               |
| A Kew-ben található, 1759-ben alapított Királyi Botanikus Kerteket Charles Bridgeman, William Kent, Capability Brown és William Chambers tervezték, az itt összegyűjtött növényfajok (a világ legnagyobb gyűjteménye) a botanika fejlődését segítették elő. Bár a botanikus kertek 1759-ben létesítették a területen már korábban is volt kert és park, benne épületekkel, köztük az 1631-ben épült Kew palotával. A kertet eredetileg gyógynövények számára alakították ki, a tudományos munka 1770-ben kezdődött. A William Nesfield tervezte tájkert – benne az 1848-ban befejezett Pálmaházzal – Kew egyik legismertebb látványossága. A 20 méter magas, kovácsolt vasból, acélból és üvegből készült Pálmaházban helyezték el a világ egyik legnagyobb pálmagyűjteményét. Ahogy a látogatók száma egyre nőtt úgy gyarapodtak a gyűjtemények és készültek az újabb üvegházak, valamint az élő növények számára kialakított területek. A botanikus mertben körülbelül hetvenezer élő növény található, a lepréselt gyógynövények száma körülbelül nyolcmillió. Az itt élő növények jelentős génbanknak is számítanak. |                               |

| | A James-sziget és a kapcsolódó területek |
| Gambia |                                          |
| Kulturális (III)(VI) |                                          |
| Védett terület: 7,6 ha, puffer zóna: 300 ha, hivatkozás: 761 |                                          |
| A világörökségi helyszín hét részből áll, ezek mind szorosan kapcsolódnak a rabszolga kereskedelemhez, valamint tanúsítják a 15. és 20. század közötti európai – afrikai kapcsolatok sokszínűségét. A James sziget a Gambia folyó torkolatától 30 kilométerre felfelé található és először az elefántcsont- és aranykereskedelem központjává vált később lett a rabszolga kereskedelem egyik jelentős állomása. A Gambia folyó volt az első ismert kereskedelmi útvonal ami a kontinens belsejébe vezetett. A sziget korabeli épületei -a rabszolgaház, a kormányzó konyhája, a kovácsműhely és egy raktár- csak romokban maradtak fenn. A hollandok által az alacsony sziget középpontjára épített ellenőrző állomás maradványai a sziget katonai jelentőségégre utalnak. A hét részből álló helyszín ma már nemzeti emlékhelynek számít. Hozzá tartozik a teljes James sziget, Albreda faluban egy portugál kápolna és egy gyarmati raktárépület maradványai, a Maurel fivérek háza Juffure-ban, Santo Domingo egykori kis portugál településének romjai, a Bullen erőd, valamint a St. Mary sziget ágyúi. |                                          |

| | Bhímbetkai sziklamenedékhelyek |
| India |                                |
| Kulturális (III)(V) |                                |
| Védett terület: 1 893 ha, puffer zóna: 10 280 ha, hivatkozás: 925 |                                |
| A Bhímbetkai sziklamenedékhelyek Közép-Indiában Madhja Prades államban találhatók. A középső kőkorszakból származó képződmények több mint 1800 hektáron terülnek el. A kiemelkedő homokkő sziklákban lévő több mint ötszáz barlangban a 20. század közepén sziklafestményeket tártak fel, amelyek a középső kőkorszak és a középkor között keletkeztek. A képek főleg vörös és fehér színnel készültek, de előfordulnak más színek is rajtuk. A jelenetek sokszor a mindennapi életet ábrázolják, valamint állatokat, vallási szertartásokat esetenként hindu istenségeket és átfogó képet adnak a szubkontinens lakóinak több ezer évvel ezelőtti életmódjáról. A képek jellegzetessége, hogy egyes emberalakokon érzelmek is felismerhetőek. Az állatok közül leggyakrabban bivalyokat, tigriseket, oroszlánokat, vaddisznókat, elefántokat, lovakat ábrázoltak. A képek egy részén a vadászó-gyűjtögető életmód jelenetei tűnnek fel, más képeken az emberek táncolnak, zenélnek, harcolnak vagy elefánton ülnek. A sziklamenedékek közelében tárták fel Dél-Ázsia egyik leggazdagabb kőkorszaki lelőhelyét is. Figyelemre méltó, hogy a Bhímbetka közelében lévő falvak hagyományaiban felismerhető a képeken ábrázolt jelenetek egy része. |                                |

| | Assur |
| Irak |       |
| A veszélyeztetett világörökségi helyszínek listájára került: 2003 |       |
| Kulturális (III)(IV) |       |
| Védett terület: 70 ha, puffer zóna: 100 ha, hivatkozás: 1130 |       |
| Assur a mai Irak északi részén, a Tigris folyó mentén fekszik, és egykor az Asszír Birodalom fővárosa volt. Itt volt a birodalom vallási központja is a főisten, Assur szentélyével. Az öntözéses földművelési zóna egykori határán található települést a sumerek alapították az i. e. 3. évezredben. Körülbelül ezer évvel később a kereskedelemnek köszönhetően fejlődésnek indult, majd egészen i. e. 614-ig, az Asszír Birodalom bukásáig fennállt, amikor a méd és babiloni hadsereg lerombolta. Az i. sz. 1. században a város a Pártus Birodalom egyik közigazgatási központjává vált, de nem sokkal később, a 3. század közepén véglegesen lerombolták. Feltárása a 20. század elején kezdődött Walter Andrae német régész vezetésével de kissé háttérbe szorult a Nimrudból és Ninivéből előkerült sokkal monumentálisabb műalkotások miatt. A korai ásatásokból származó leletanyag egy jelentős részét, köztük szövegeket még azóta sem publikálták. A településen nyomon követhető az építészeti stílus változása a sumér-akkád kortól az asszírok bukásán át egészen a pártus időkig. Az ország területén zajló háború miatt a helyszín felkerült a veszélyeztetett világörökségi helyszínek listájára. |       |

| | Taht-e Szolejmán |
| Irán |                  |
| Kulturális (I)(II)(III)(IV)(VI) |                  |
| Védett terület: 10 ha, puffer zóna: 7 438 ha, hivatkozás: 1077 |                  |
| Taht-e Szolejmán („Salamon trónja”) Irán északnyugati részén, az Urmia-tótól délnyugatra egy vulkáni hegység egyik völgyében fekszik természetes hőforrások közelében. A világörökségi helyszínhez egy központi zoroasztriánus szentély, egy templom, egy szászánida város és egy ilhanida vadászkastély tartozik. A templom a 6-7. századra datálható. A terület egyedei emléke a több mint két és fél ezer évig tartó zoroasztriánus tűz- és vízkultusznak. A központi szentélyt a 13. században a mongolok részben újjáépítették, új formája egy templomegyüttest, udvarokat, oszlopcsarnokokat, levéltárat, kincstárat és szálláshelyeket foglalt magába. A terület régészeti hagyatékának fontos eleme a még feltáratlan szászánida város, valamint a szentélytől délre a mongol Ilhanida dinasztia 13-14. századból származó szintén feltáratlan vadászkastélyának maradványai. |                  |

| | Tel-Aviv, Fehér Város |
| Izrael |                       |
| Kulturális (II)(IV) |                       |
| Védett terület: 140,4 ha, puffer zóna: 197 ha, hivatkozás: 1096 |                       |
| Tel-Avivot 1909-ben alapították azért, hogy itt biztosítsanak lakóhelyet a brit mandátum alatt álló Palesztinába költözött zsidó bevándorlóknak. Kialakításánál az 1930-as évek elejétől 1948-ig a skót Sir Patrick Geddes várostervei alapján dolgoztak, a részleteket olyan Bauhaus-szemléletű építészek dolgozták ki, akik korábban Európában dolgoztak. A „Fehér várost” kertvárosnak tervezték, az eredmény egy „nagy léptékű Bauhaus” lett, bár nem mindegyik építész követte a dessaui és a weimari Bauhaus elveket. A többnyire fehér homlokzatok mögött sokszor egyszerű lakások húzódnak meg, egyes épületeken Le Corbusier és Erich Mendelsohn hatása is felismerhető a helyi viszonyokra alkalmazva. Az épületek jellegzetessége, hogy az Európában alkalmazott nagyobb üvegfelületeket keskenyebb, csíkszerű ablaknyílásokkal helyettesítették alkalmazkodva a helyi klimatikus viszonyokhoz. A városban körülbelül négyezer Bauhaus vagy klasszikus modern stílusú épület van, több mint a világ bármely más városában. |                       |

| | Hodzsa Ahmed Jaszavi mauzóleuma |
| Kazahsztán |                                 |
| Kulturális (I)(III)(IV) |                                 |
| Védett terület: 0,55 ha, puffer zóna: 79,4 ha, hivatkozás: 1103 |                                 |
| Hodzsa Ahmed, a 12. századi szúfi hitoktató síremléke az ország déli részén Turkesztán városában áll. Tanításaiba belefoglalta az iszlám előtti sámánizmus elemeit is, ez vált később a török dervisek által gyakorolt vallás alapjává. Halála után kisméretű síremléke hamar zarándokhellyé vált. A ma is látható mauzóleumot Timur parancsára emelték 1389 és 1405 között mintegy százötven évvel Hodzsa Ahmed halála után eredeti síremléke helyére. Ez az egyik legjobb állapotban fennmaradt épület ebből a korszakból, a Timurida Birodalom legjobban megőrzött emléke. Perzsa építőmesterek tervei alapján készült, akik új építészeti formákkal kísérleteztek, amelyeket később Szamarkandban, a birodalom fővárosában is alkalmaztak. Az épület alaprajza 60 x 50 méteres, és részben befejezetlen. Bejáratát geometrikus mintájú, színes mozaik díszíti, főtermét gömbölyű kupola fedi, ami 18,2 méter átmérőjével a legnagyobb érintetlen állapotú kupola Közép-Ázsiában. A síremlékhez tartozik egy mecset is falain eredeti falfestmények maradványaival. A mauzóleum az egykori citadella helyén fekszik, egyik oldalról természetvédelmi övezet másik oldalról viszont Turkesztán modern épületei veszik körül. |                                 |

| | „ A Három párhuzamos folyó” a Jünnan Természetvédelmi Területen |
| Kína |                                                                 |
| Természeti (VII)(VIII)(IX)(X) |                                                                 |
| Hivatkozás: 1083 |                                                                 |
| A világörökségi helyszín nevét a Jünnan tartományban egy szakaszon csaknem párhuzamosan folyó Mekongról, Jangcéről és Szalvenről kapta. A terület geológiailag rendkívül változatos (karsztjelenségek, erodált felületek, homokkő képződmények stb. ) ezen kívül a világ egyik leggazdagabb biodiverzitású mérsékelt égövi élőhelye. A jégkorszakban a terület folyosóként szolgált az eljegesedés elől délre vándorló állatok számára. A helyszín négy párhuzamos hegyláncon húzódik keresztül, amelyekben a folyók helyenként háromezer méter mély szurdokokat vájtak ki. Ezek a hegyláncok a hely meghatározó tájelemei, amelyek erőteljes lemezmozgások következtében jöttek létre. A térség legmagasabb pontja 6740 méter magas, az 5000 méternél magasabb hegycsúcsok száma 118. A védett övezet a palearktikus és a keleti régió életföldrajzi határánál helyezkedik el, így a mérsékelt övi élővilág mellett a trópusi is megtalálható a területen. Egyike a világ legzavartalanabb életközösségeinek nagyszámú helyi fajjal, ezen kívül jelentős természetes génbanknak is számít. A védett övezet hét éghajlati zónára osztható körülbelül hatezer növényfajjal. Állatvilága eurázsiai, az ország összes állatfajának negyede megtalálható itt. |                                                                 |

| | Kis-Lengyelország fatemplomai |
| Lengyelország |                               |
| Kulturális (III)(IV) |                               |
| Védett terület: 8,26 ha, puffer zóna: 242 ha, hivatkozás: 1053 |                               |
| A világörökségi helyszínhez tartozó kilenc dél-lengyelországi gerendatemplomot nemesi családok építtették, nyolcat a 15-16. században, a kilencediket a 18. században. A középkor óta használt vízszintes rönktechnikát alkalmazva ezek a templomok egyfajta alternatívát nyújtottak a városban emelt kőtemplomokkal szemben. Belső terük gazdagon díszített, építésükhöz/díszítésükhöz a kor legjelentősebb mesterembereit és művészeit alkalmazták. A templomok mellett álló tornyok későbbi kiegészítések. Építészeti elrendezésükben különbözőek, az évszázadok során gyakran bővítették őket, belső terüket átalakították és a kor ízlésvilágához igazították. A templomok különösen nagy jelentőségűek a lengyel faépítészet fejlődésében, összetett építészeti alkotások amelyek jó állapotban maradtak meg. |                               |

| | Sierra Gorda és Querétaro ferencesrendi missziói |
| Mexikó |                                                  |
| Kulturális (II)(III) |                                                  |
| Védett terület: 103,7 ha, hivatkozás: 1079 |                                                  |
| A helyszínhez öt a 18. században alapított misszió tartozik Mexikóvárostól északra amelyek a keresztény hittérítés utolsó időszakában épültek és nagy hatást gyakoroltak későbbi kaliforniai, arizonai és texasi térítésekre. A missziók szerkezete ugyanazt a sémát követi, az átriumból nyílik egy felszentelt ajtó, ezután egy nyílt kápolna következik majd a körmeneti kápolnák és végül maga a kolostor. Az épületek feltűnő elemei a templomhomlokzatok, amelyek a ferencesek és a helyi lakosok közös elképzelései alapján készültek és a két kultúra egybeolvadásáról tanúskodnak. Jellemző díszítőelemei képzeletbeli figurák, angyalalakok, bibliai jelenetek, helyi hagyományokat tükröző motívumok és növényi minták. A ferencesek sikeres hittérítő tevékenységet folytattak, a helyszínhez tartozó Santiago de Jalpan, Santa María del Agua de Landa, San Francisco del Valle de Tilaco, Nuestra Señora de la Luz de Tancoyol és San Miguel de Conca missziók mindössze néhány év alatt felépültek. A körülöttük lévő földművelő települések máig megőrizték helyi jellegüket. |                                                  |

| | Uvsz-tó-medence |
| Mongólia és Oroszország közös világörökségi helyszíne |                 |
| Természeti (IX)(X) |                 |
| Védett terület: 898 063,5 ha, puffer zóna: 179 790 ha, hivatkozás: 769 |                 |
| A világörökségi helyszínen Mongólia és Oroszország osztozik. Nevét nagy kiterjedésű, sekély és rendkívül sós vizű taváról kapta. A 160 kilométer hosszú és 60 kilométer széles régió Közép-Ázsia legészakabbra fekvő zárt medencéje. A medencére a szélsőséges hőmérsékleti ingadozások jellemzőek, az eddig mért legalacsonyabb hőmérséklet -58 °C volt, nyáron pedig előfordulnak 40 °C körüli értékek is. A tó annak ellenére, hogy a legközelebbi óceán háromezer kilométerre fekszik számos tengeri madár és fóka otthona, nyáron pedig költöző madarak pihenőhelye. A térség változatos ökoszisztémával rendelkezik, mocsarak, sivatagi területek, sztyeppék, erdők, alpesi vidékek, hómezők és édesvizű tavak alkotják. A füves vidékeket évezredeken óta jurtákban lakó nomádok népesítik be. A sivatagi területeken számos ritka állatfaj, köztük az egyiptomi ugróegér él, a hegyek pedig a világszerte veszélyeztetett hópárducnak, valamint a kőszáli kecskének és különböző muflonfajnak ad menedéket. A terület stabil ökológiája miatt alkalmas a globális felmelegedés mérésére. |                 |

| | Piemont és Lombardia szent hegyei (Sacri Monti) |
| Olaszország |                                                 |
| Kulturális (II)(IV) |                                                 |
| Védett terület: 90,5 ha, puffer zóna: 721,9 ha, hivatkozás: 1068 |                                                 |
| A helyszínhez kilenc észak-olaszországi szent hegy tartozik ahol kápolnák és egyéb építmények állnak. A zarándokutak épületelemei harmonikusan illeszkednek a körülöttük lévő tájba. Ezek a 16. és 17. század között kialakított zarándokhelyek lemásolták a szentföldi keresztút egyes állomásait és Jézus tevékenységének egyes helyeit. A hegyek így megfelelő alternatívát nyújtottak a hívőknek a nehezen megvalósítható szentföldi zarándoklat helyett. A kápolnák és más építmények önmagukban is jelentős művészi értéket képviselnek. A hívők miközben megközelítik a hegytetőt elhaladnak a kápolnák előtt. Elsőnek épült ki a varallói „Új Jeruzsálem” a 16. század elején. Kápolnáit Gaudenzio Ferrari táj és városképeivel díszítették amelyek jelentős bibliai helyszíneket ábrázolnak. Művészileg értékes a szent hegyeken található építmények szobordíszítése is. A világörökségi helyszínhez összesen kilenc ilyen zarándokút tartozik ezek: Varallo Sesia, Orta San Giulio, Varese, Oropa, Valperga, Serralunga di Crea, Domodossola, Ghiffa és Ossuccio zarándokhelyei. |                                                 |

| | Monte San Giorgio |
| Olaszország és Svájc közös világörökségi helyszíne |                   |
| Kulturális (VIII) |                   |
| Védett terület: 1 089,34 ha, puffer zóna: 3 207,45 ha, hivatkozás: 1090 |                   |
| Monte San Giorgio (Szent György-hegy) Svájc Ticino kantonjában, a Luganói-tó déli partján emelkedő, 1096 méter magasságú hegy. Egyedi jellegzetessége a híres, triász időszaki őslénytani feltárás. A lelőhely régóta ismert, 2003-tól az UNESCO világörökségi helyszíneinek egyike. A 15. században a környék híressége, Manfred von Riva remete élt itt. A terület valamikor egy trópusi éghajlatú lagúna volt, a tengeri állatok mellett szárazföldi növények és állatok fosszíliái is előkerültek. A kövületek öt egymás fölötti rétegben helyezkednek el, ez a 200-250 millió évvel ezelőtt keletkezett kövületek egyik legjelentősebb lelőhelye. Különösen fontosak a gerinces állatok maradványai a legnagyobb fosszíliák 6 méteresek is lehetnek. Sokféle tengeri állat mellett őshüllő maradványokat is feltártak. A vizsgált viszonylag rövid földtörténeti korban a növény- és állatvilág gyorsan változott, a fajok robbanásszerűnek nevezhető szerteágazása ment végbe. A lelőhely a gerinces állatok fejlődésének egy fontos szakaszát mutatja be, így viszonyítási pont az evolúciókutatás számára. A védett státuszt kiterjesztették a hely olaszországi oldalára is, így 2010 óta a hely a két ország közös világörökségi helyszíne. |                   |

| | Derbent – Citadella, ókori város és erődítményrendszer |
| Oroszország |                                                        |
| Kulturális (III)(IV) |                                                        |
| Védett terület: 37 658 ha, puffer zóna: 451 554 ha, hivatkozás: 1070 |                                                        |
| Derbent az orosz területek egyik legrégebbi városa, már az i. e. 1. évezredben az ellenőrzése alatt állt az Európát a Közel-Kelettel összekötő egyik kereskedelmi útvonal. Legkorábbi régészeti emlékei i. e. 3000 körülre datálhatók, az első város az i. e. 9. században épült ki. Később itt húzódott a Szászánida Birodalom északi védvonala. Ők építették az 5. században az első jelentősebb erődöt, ezt továbbfejlesztve majdnem ezerötszáz évig használták perzsa, arab, mongol, timurida hódítók akik felügyelték a Kaukázus és a Kaszpi-tenger közötti fontos észak-déli átjárót. A város összesen 3,6 kilométer hosszú falak között fejlődött ki amelyek egymástól néhány száz méter távolságra párhuzamosan futnak. A falvastagság elérheti a három métert is, egyes helyeken tornyok is erősítik. A citadella legfontosabb részei a Dzsuma-mecset az örmény templom, egy mauzóleum, fürdők, vízgyűjtők, temetők. A város a 19. század elején Oroszország része lett, stratégiai jelentőségét csak a 20. század fordulóján vesztette el. |                                                        |

| | Úbeda és Baeza reneszánsz műemlékei |
| Spanyolország |                                     |
| Kulturális (II)(IV) |                                     |
| Védett terület: 9 ha, puffer zóna: 176 ha, hivatkozás: 522 |                                     |
| A két, egymástól tíz kilométer távolságra fekvő települést a mórok alapították a 9. században. Két régió, Andalúzia és Kasztília határán fekszenek, így arab hagyományok északi hatásokkal keveredtek. A 13. századi reconquista után körülbelül még két évszázadig megőrizték eredeti városszerkezetüket. Virágkorukat a 16. században élték, de ekkor is csak egy szűk arisztokrata és egyházi réteg emelkedett fel. A két települést gyakorlatilag egy egységként kezelték, Úbedában épültek fel az arisztokraták házai és palotái, Baezában találhatók az egyházi, oktatási és középületek. Mindkét város szabálytalan szerkezetű, jellegzetességeik kanyargó utcáik. Mai városképükben a reneszánsz építészet dominál. A fallal védett Úbeda központja a Vázquez de Molina-tér itt épült fel a Megváltó temploma. A szintén falakkal védett Baeza székesegyháza 1570-ben épült, a város legfontosabb épületei egy hosszú tengely mellett helyezkednek el. Városközpontja a Plaza del Populo, a tér közepén álló Oroszlános kúttal. |                                     |

| | Dzsebel Barkal és a Napata régió régészeti helyszínei |
| Szudán |                                                       |
| Kulturális (I)(II)(III)(IV)(VI) |                                                       |
| Védett terület: 182,5 ha, puffer zóna: 46,5 ha, hivatkozás: 1073 |                                                       |
| A világörökségi helyszín öt régészeti lelőhelyből (Dzsebel Barkal, el-Kurru, Nuri, Szanam és Zuma) áll. A napata, a meroita, valamint a kusita civilizációnak állít emléket, otthonok, paloták, piramisok és sírok maradványait foglalja magába. A régészeti leleteken beolvadásokkal és vándorlásokkal teli történelem tükröződik, az építészet, az írás, a közigazgatási rendszer és a vallás erőteljes egyiptomi hatást mutat. Dzsebel Barkal templomegyüttesében főistenként Ámont tisztelték és az egész térség vallási központja volt. Feliratai uralkodókról, az isteneknek felajánlott áldozatokról és hadjáratokról szólnak. A nagyobb templomokat a helyiek napjainkban is szent helynek tekintik. Az itteni piramisok, amelyeket Kus királyai és gazdag magánemberei számára emeltek jelentősen különböznek az egyiptomiaktól, nem csak méretükben, hanem azért is, mert nem elrejteni akarták az elhunytakat, hanem emléket állítani nekik. A piramisok elé egy-egy kisméretű templomot emeltek, ezekben adományokat gyűjtöttek. Az i. e. 6. században Meroé lett a napata főváros de a térség még a római időkben is Kusita Királyság szellemi központja maradt. |                                                       |

| | Phong Nha – Kẻ Bàng Nemzeti Park |
| Vietnám |                                  |
| Természeti (VIII)(IX)(X) |                                  |
| Védett terület: 123 326 ha, puffer zóna: 220 055 ha, hivatkozás: 951 |                                  |
| A nemzeti park fő különlegességei a körülbelül 400 millió évvel ezelőtt kialakult változatos karsztformái, Ázsia legöregebb nagyméretű karsztos képződményei. Az azonos nevű barlang Vietnám legnagyobb és legszebb barlangja, ami fog formájú sztalaktit és sztalagmit formációiról híres. Az erős tektonikus mozgásnak köszönhetően a Laosz határáig nyúló terület karsztformái igen összetettek. Egyes barlangokban buddhista szentélyek maradványait tárták fel. Az eddig ismert barlangrendszer hossza 65 kilométer, a Phong Nha-barlang mellett a Van-barlang és a Hang Khe-barlang is jelentős. A park legnagyobb részét trópusi esőerdő fedi amelyben az ország növény és állatfajainak majdnem a fele megtalálható. A terület gazdag főemlősökben közöttük sok a veszélyeztetett faj. A parkban eddig 568 gerinces fajt dokumentáltak, köztük 133 emlős-, 81 hüllő és kétéltű-, 302 madárfajt, valamint halfajokat. A terület ritka élőlénye a csak a 20. század végén dokumentált Vu Quang-antilop és egy szarvasfajta. |                                  |

| | Matobo-hegység |
| Zimbabwe |                |
| Kulturális (III)(V)(VI) |                |
| Védett terület: 205 000 ha, puffer zóna: 105 000 ha, hivatkozás: 306 |                |
| A Matabeföldön, Balawago városától délre fekvő Matobo-hegyek a Zimbabwe nagy részét borító gránitréteg fölé emelkednek. A változatos táj a 19. század óta a ndebelék otthona, és itt található Afrika déli részének legtöbb sziklafestménye. A festmények részletes információval szolgálnak a kőkorszak gyűjtögető népeiről és az őket felváltó földművelő közösségekről. A térségre szikladarabok, szirtfalak és természetes barlangok, valamint szél koptatta fényes gránittömbök jellemzőek, rajtuk a rajzok csoportjaival. A legkorábbiak több mint tízezer évesek és azok a vadászó-gyűjtögető népek alkotásai akik közeli rokonságban álltak a ma is élő szan néppel (a busmanokkal). A képek naturalisztikusan ábrázolják az embereket, az állatokat és a fákat. Gondot fordítottak a részletek ábrázolására is, például a termeszek szárnyait is igyekeztek élethűen reprodukálni. A vadászathoz és gyűjtögetéshez kötődő képeket vörös és okker festékkel készítették. A későbbi képek már gazdálkodó társadalmakhoz kapcsolhatók, ezekhez kaolinból és kvarcból nyert fehér festéket használtak. A környék ma is szent helynek számít, az itt gyakorolt shona mwari vallás a vaskorig vezethető vissza. |                |